# 第7軍団クラウディア・ピア・フィデリス
第7軍団クラウディア・ピア・フィデリス（ラテン語: Legion VIII Claudia Pia Fidelis）は、ローマ軍団のひとつ。創設初期にはパテルナと呼ばれ、一時期はマケドニカとも呼ばれた。数あるローマ軍の中でも古参の軍団のひとつで、ガリア戦争前にガイウス・ユリウス・カエサルによって創設され、4世紀末期まで存続した。カエサル創設の軍団と同じく紋章は牡牛、そしてライオン。

## 軍歴

### 共和政末期
軍団はユリウス・カエサルがガリアへ進出した際（ガリア戦争）には存在しており、カエサルの部下のプブリウス・リキニウス・クラッスス（三頭政治の同僚クラッススの息子）のもとで活躍したものと思われる。カエサルのもとで、紀元前55年からのブリタンニア侵攻にも従軍、ウェルキンゲトリクスが歴史の舞台に登場した時はルテティア（現：パリ）近郊で戦っており、アレシアの戦いにも参加した。
カエサル派とグナエウス・ポンペイウスら元老院派との内戦ではカエサル派として軍団はヒスパニアへと転戦、紀元前48年のデュッラキウムの戦いに従軍、とくに続いてのファルサルスの戦いでは重要な功績を挙げた。戦後軍団は解散、軍団兵は退役となったが、紀元前46年には再び結束してカエサルのアフリカ遠征に助力した。功績により軍団兵たちはカプアとルッカの土地を譲り受けるが、紀元前44年にカエサルが暗殺されると第7軍団に所属するベテランの多くがカエサルの後継者オクタウィアヌスの指揮下に入り、第7軍団は再び編成される。その際には「パテルナ」（＝「古参の者」の意）という名で呼ばれていたらしい。そして紀元前43年のムティナの戦い、紀元前42年のフィリッピの戦いに参戦した。
その後もオクタウィアヌスの指揮のもと紀元前36年には（おそらくシチリア島を占拠したポンペイウスの息子セクストゥス・ポンペイウスとの戦いのためだろうと思われるが）ガリア南部に転戦する。その後のオクタウィアヌスとマルクス・アントニウスは対立の中で第7軍団はアクティウムの海戦にも参戦していた可能性も指摘されている。戦後はマウレタニアに駐在となった。

### ユリウス＝クラウディウス朝期
オクタウィアヌスがローマ皇帝になり「アウグストゥス」と名乗ると、軍団はガラティアへ駐在。この時期までの通称は「マケドニカ」と呼ばれる事が多かった。またこの通称で呼ばれるようになったのはピリッピの戦いの後からとも考えられている。トイトブルク森の戦いで第17軍団、第18軍団、第19軍団が全滅するとダルマティアへ、第11軍団と宿営地を共有する。
時代は下ってクラウディウスの治世となるとルキウス・アッルンティウス・カミッルス・スクリボニアヌスが反乱、しかし第11軍団とともに第7軍団は迅速に鎮圧する。この功績により第11軍団とともに「クラウディア・ピア・フィデリス」（忠実たるクラウディウスの軍団）という栄誉ある名称を下賜される。ネロの治世ではグナエウス・ドミティウス・コルブロがパルティアとの戦役を展開していた際に第4軍団スキュティカに代わって第7軍団が東方に異動、しかし駐屯地の正確な場所は分かってはいない。

### フラウィウス朝期
68年のネロの自殺に次ぐ内戦では軍団はオトの指揮下に入り、軍団の大部分が対立勢力であるアウルス・ウィテッリウスとの戦闘に従軍、クレモナに急行するが間に合わず自軍は到着前に敗走してしまう。しかしウィテッリウスは第7軍団を処罰する事なく、そのままドナウ川駐屯地へ帰還。オトが自殺した後は東方で勢力を拡大しつつあったウェスパシアヌスを支持する。そしてウェスパシアヌスの命令を無視して西方に急行するマルクス・アントニウス・プリムスによって再びクレモナで戦闘、ウィテッリウスの軍に勝利する。この勝利でウェスパシアヌスはローマ皇帝の道を歩むきっかけを作った。
2世紀には軍団はバルカン半島のセルビア地方、古代ローマではモエシアと呼ばれた地域に駐屯していた。この地は86年にダキア人がローマ帝国領内に進攻してくるとドミティアヌスはドナウ川流域の軍団を再編成、これ以降第4軍団フラウィア・フェリクスともに駐屯していた可能性も指摘されている。88年には今度はローマ軍がダキアへ侵攻、攻勢になるが、ゲルマニア・スペリオル属州の総督ルキウス・アントニウス・サトゥルニヌスが反乱を起こし、この対応のためにこの対ダキア戦では完全な勝利となる事はできなかった。

### 五賢帝時代
トラヤヌスの治世では、ダキア戦争に従軍、この一連の戦いで第7軍団は重要な役割を果たし、ローマ帝国の管轄となった。またセルビア地方における彼らの駐屯地は戦役の重要な中継地点となった。116年には東方でユダヤ人が反乱（キトス戦争）、これに対してトラヤヌスは第7軍団をキプロス島へ派兵。トラヤヌスがパルティアとの戦闘を継続していた事から、この時点では第7軍団の任務先はメソポタミアであったと思われる。
160年になると第7軍団は東方より帰還、ローマ軍の再編によりドナウ川流域に戻り、マルクス・アウレリウス・アントニヌスのもとでゲルマン人相手にマルコマンニ戦争を戦うが、疫病などで苦戦を強いられる。169年には軍団の維持のために年1回であるはずの新兵の増強を2回行わねばならないほどであったと言う。しかし戦局としてはローマ軍に有利に進みドナウ川を越えての属州を建設する予定であったが、175年にシリア属州総督ガイウス・アウィディウス・カッシウスが反乱、カッシウス自身は部下に殺されたもののドナウ川流域の戦局に影響を及ぼし、属州建設の計画は頓挫した。178年から180年にかけて再びドナウ川流域で紛争が勃発、ローマ軍は制圧に乗り出す。詳しい内容は現在には伝わってはいないが、第7軍団がこの制圧活動に重要な役割を担っていた事はほぼ間違いはないと考えられている。ドナウ川流域のローマ軍の戦役はマルクス・アウレリウスの死去まで続いたが、次の皇帝コンモドゥスは戦役の終了を宣言、しばらく軍団にとっては平穏な時期が続いた。

### セウェルス朝以降
193年にセプティミウス・セウェルスがローマ皇帝位を宣言すると、第7軍団は彼の支持を表明する。そしてセウェルスは、競売によって帝位を買ったものの元老院によって一応承認された対立皇帝のディディウス・ユリアヌスを破り、権力闘争に打ち勝った。この戦いでは第7軍団の一部が従軍しており、また帝国東方において勢力を確保する帝位僭称者ペスケンニウス・ニゲルとの戦いにも同じ第7軍団のメンバーが参加したものと考えられている。そして軍団はパルティアとの戦いにも従軍し、198年のクテシフォン陥落にも関わったものと考えられている。
セウェルスが没しカラカラが帝位に就くと、216年から217年にかけて再びパルティアに進攻、そして時代は下ってパルティアに代わってサーサーン朝が勃興するとアレクサンデル・セウェルスとゴルディアヌス3世がこの地で争うようになり、第7軍団は参加していたらしいが、どの戦いに参加していたのかという事までははっきりとは分かってはいない。
その後の第7軍団の行動はよく分かってはいない。ローマ皇帝ガッリエヌスとガリア帝国を樹立したポストゥムスとの争いの際はガッリエヌスを支持し、新たな名前を下賜されたらしいが、記述が曖昧なため断定はできない。